# Kärsämäki
Kärsämäki [ˈkærsæmæki] ist eine Gemeinde mit 2474 Einwohnern (Stand 31. Dezember 2022) in Finnland. Sie liegt rund 120 km südöstlich der Stadt Oulu in der Landschaft Nordösterbotten.
Neben dem Kirchdorf Kärsämäki umfasst die Gemeinde die Orte Hautajoki, Miiluranta, Ojalehto-Alajoki, Porkkala, Rannankylä, Saviselkä, Sydänmaankylä und Venetpalo. Kärsämäki ist ein wichtiger Verkehrsknotenpunkt in Nordfinnland: Hier kreuzen sich die Staatsstraßen 4 (Helsinki–Oulu) und 28 (Kokkola–Kajaani), zudem beginnt hier die Hauptstraße 58 nach Keuruu. Die größten Arbeitgeber sind die Gemeinde, die Land- und Forstwirtschaft sowie die Fabrik des Möbelherstellers In Cap Furnitures.
Die 1842 erbaute Holzkirche von Kärsämäki wurde nach einer Zeichnung von Carl Ludwig Engel folgend gestaltet. Eine moderne, mit Schindelbrettern verkleidete Sommerkirche (Paanukirkko) wurde 2004 errichtet.

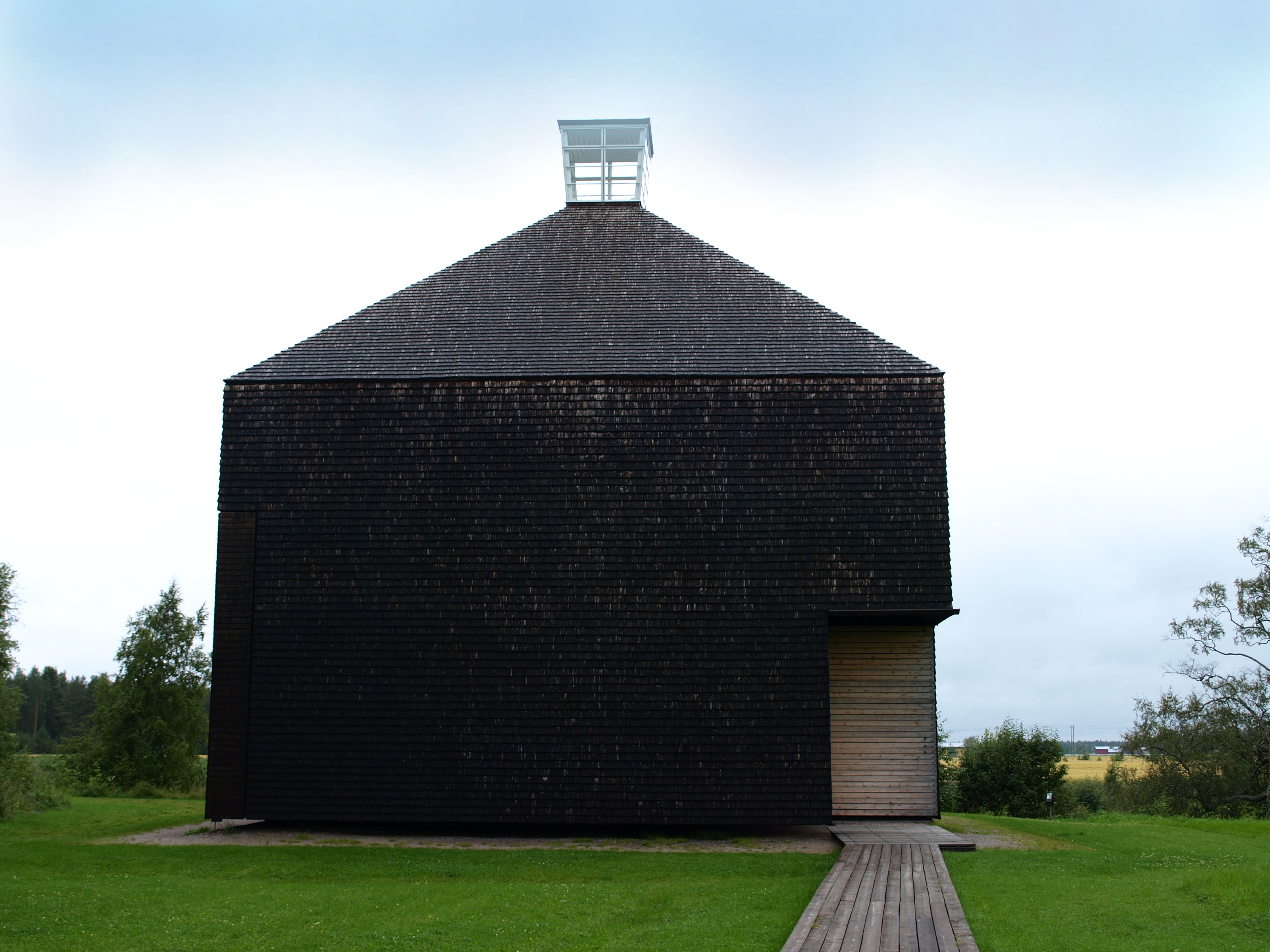
Paanukirkko
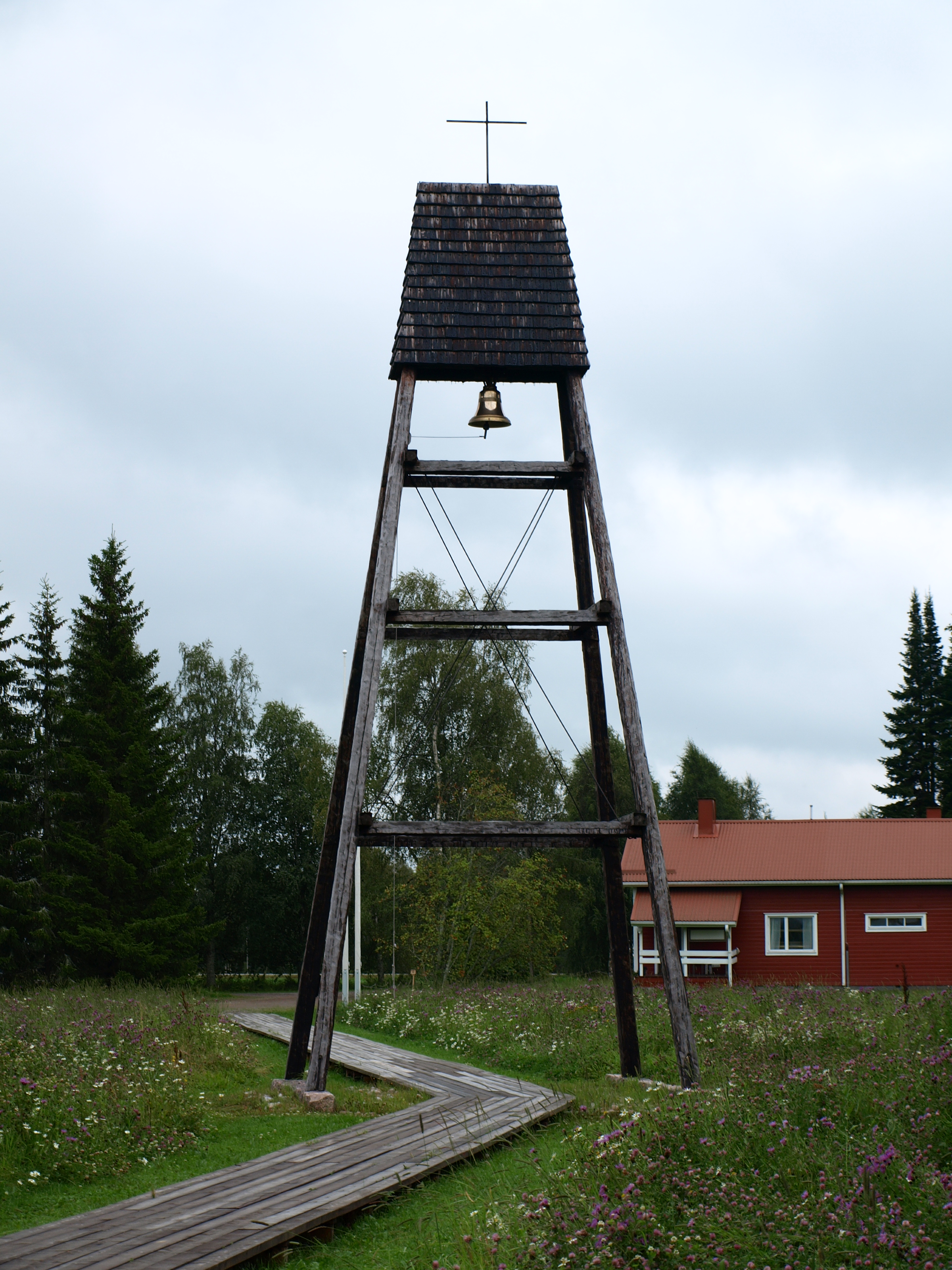
Kirchturm der Paanukirkko